# Per Sunderland
Per Sunderland, född 9 oktober 1924 i Risør, död 4 juni 2012 i Oslo, var en norsk skådespelare. Han var gift med Lise Fjeldstad.
Sunderland debuterade 1945 på Studioteatret där han var engagerad fram till 1949. Därefter verkade han vid Det norske teatret 1949–1951, Det Nye Teater 1951–1952, Folketeatret 1952–1957 och Nationaltheatret 1957–1997, med avbrott för en säsong vid Den Nationale Scene 1982–1983. Han är ihågkommen för en omfattande Henrik Ibsen-repertoar.
År 1991 mottog han pris som årets manliga skådespelaren vid Amandaprisen.

## Filmografi
- 1946 – Englandsfarare
- 1960 – Venner
- 1961 – Hans Nielsen Hauge
- 1963 – Stompa, selvfølgelig!
- 1966 – Rosmersholm (TV-teater)
- 1975 – Hedda Gabler (TV-teater)
- 1980 – Liv og død
- 1981 – Julia Julia
- 1984 – Pappersdraken
- 1985 – Adjø solidaritet
- 1985 – Galskap!
- 1985 – I na kamnyakh rastut derevya
- 1985 – Soldaterna sjunger inte längre
- 1989 – Når den ny vin blomstrer
- 1996 – Gåtan Knut Hamsun